# 土佐電気鉄道600形電車
土佐電気鉄道600形電車（とさでんきてつどう600がたでんしゃ）は、土佐電気鉄道の路面電車車両。2014年10月1日付で土佐電気鉄道が高知県交通・土佐電ドリームサービスと経営統合し、新会社とさでん交通による運営に移行したのに伴い、土佐電気鉄道からとさでん交通に承継された。
1957年から1964年にかけて、土佐電気鉄道若松町工場とナニワ工機で31両が製造された。とさでん交通軌道線の主力車両である。

## 概要
東京都電7000形電車（更新前）をモデルにして、土佐電気鉄道若松町工場で601～621の21両、ナニワ工機で622～631の10両が製造された。大きな相違点は自社工場製グループが半鋼製、ナニワ製が全鋼製である点である。自社工場製グループは構体部分を社外の鉄工所に外注し、若松町工場で艤装や最終仕上げを行っている。
601・602・608・609・612～631は間接制御車であり密着連結器とジャンパ線、エアホースを装備しており二両連結で安芸線に乗り入れていた。安芸線廃止後も伊野線での連結運用に活用されていたが1987年の桟橋線桟橋車庫前への車庫移転に伴いはりまや橋での入出庫時に左折が必要となり、2両連結では直進する自動車の通行を支障する時間が長くなり左折信号現示中に後免線及び伊野線に出ることができないため同年11月30日をもって廃止された。現在は非常用として存置されている連結器を除き取り外されている。残りの603～607・610・611は直接制御車である。
製造が7年に渡って行われたことから、窓や台車など細かな違いがある。特に自社工場製の21両は細部の形態が違っており、車両ファンの興味をそそる存在である。
全車とも製造から50年以上が経過しており、2015年11月5日には老朽化などの事情から606・629の2両が廃車された。
また、607は300形に代わって2代目貸切兼用車「おきゃく電車」となった（300形とは異なり貸切専用車ではなく、引き続き通常の営業運転にも使用される）。しかし、一部の車両が2000形へ置換えられている200形に対し、現在稼働中の29両については置き換えの予定はない。
1982年の627・629を皮切りに間接制御車から冷房化改造が開始され、1996年の611をもって全車完了した。冷房装置は初期に改造された車両は富士電機製、後期に改造された車両は三菱電機製を搭載している。1998年に前面窓右下にドアが開いている時に「乗降中」と点滅する表示機を設置、また1999年には方向幕布を字幕表示書体が毛筆体表記の布製のものから丸ゴシック体表記のテトロンフィルム製へと交換、さらに2003年にはLED式に交換され、車内にも停車電停・料金を表示するLED式電光表示板が設置された。その他、車内放送装置がそれまでの4トラックテープを用いたテープ式からネプチューン製の音声合成装置に交換された。
営業運転時には進行方向側の前面窓右下に四角い行先表示のサボがはめられ、特に「ごめん」（後免町行き）・「いの」（伊野行き）と平仮名で書かれたサボをはめた電車は沿線利用者や観光客、鉄道ファンに親しまれている。最近ではミュージックホーンの増設改造および一部車両には腐食防止・事故復旧のため前面窓の完全Hゴム固定化もされている。
本形式は車体長が12ｍ級と200形の11ｍ級に比べて長く、2001年まで高知駅前に急曲線が存在した桟橋線高知駅前 - はりまや橋間への入線は1994年まで基本的になかったが、同年夏季からはそれまで桟橋車庫への出入庫車を除き基本的に200形限定で運用されていた桟橋線の冷房化率向上を名目として運用されるようになった。
現在は全路線において幅広く運用されている。
とさでん交通への移行に伴い、本形式のうち618が新会社のコーポレートカラーであるオレンジとグリーンをベースとした新塗装車の第1号となった 。また、617は2024年8月10日から10月9日までの期間限定で、0系新幹線をモチーフとした特別塗装が施されていた。2022年2月23日、蛍橋ー鏡川橋間で605が脱線、修理不可となって廃車された。

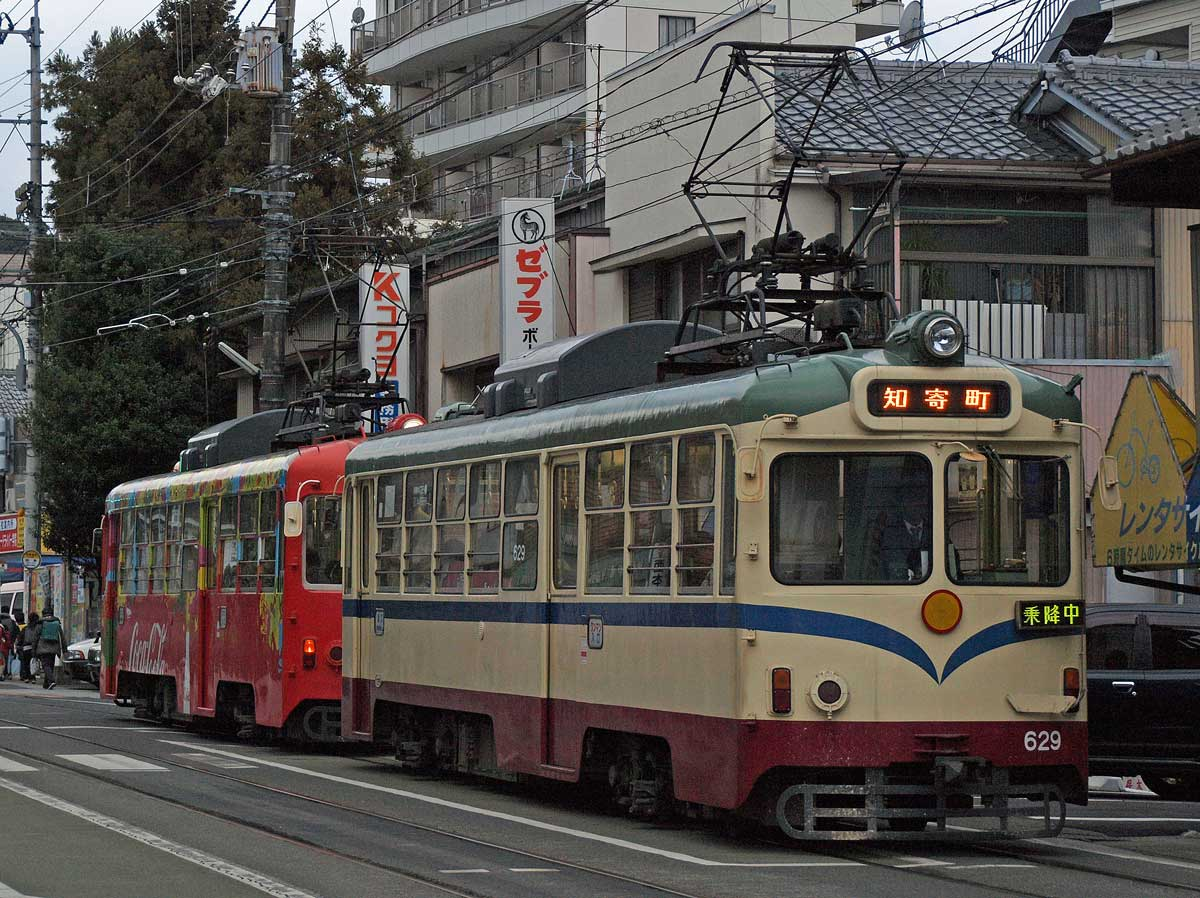
形態バリエーションの例。前面窓がゴムで固定されている。
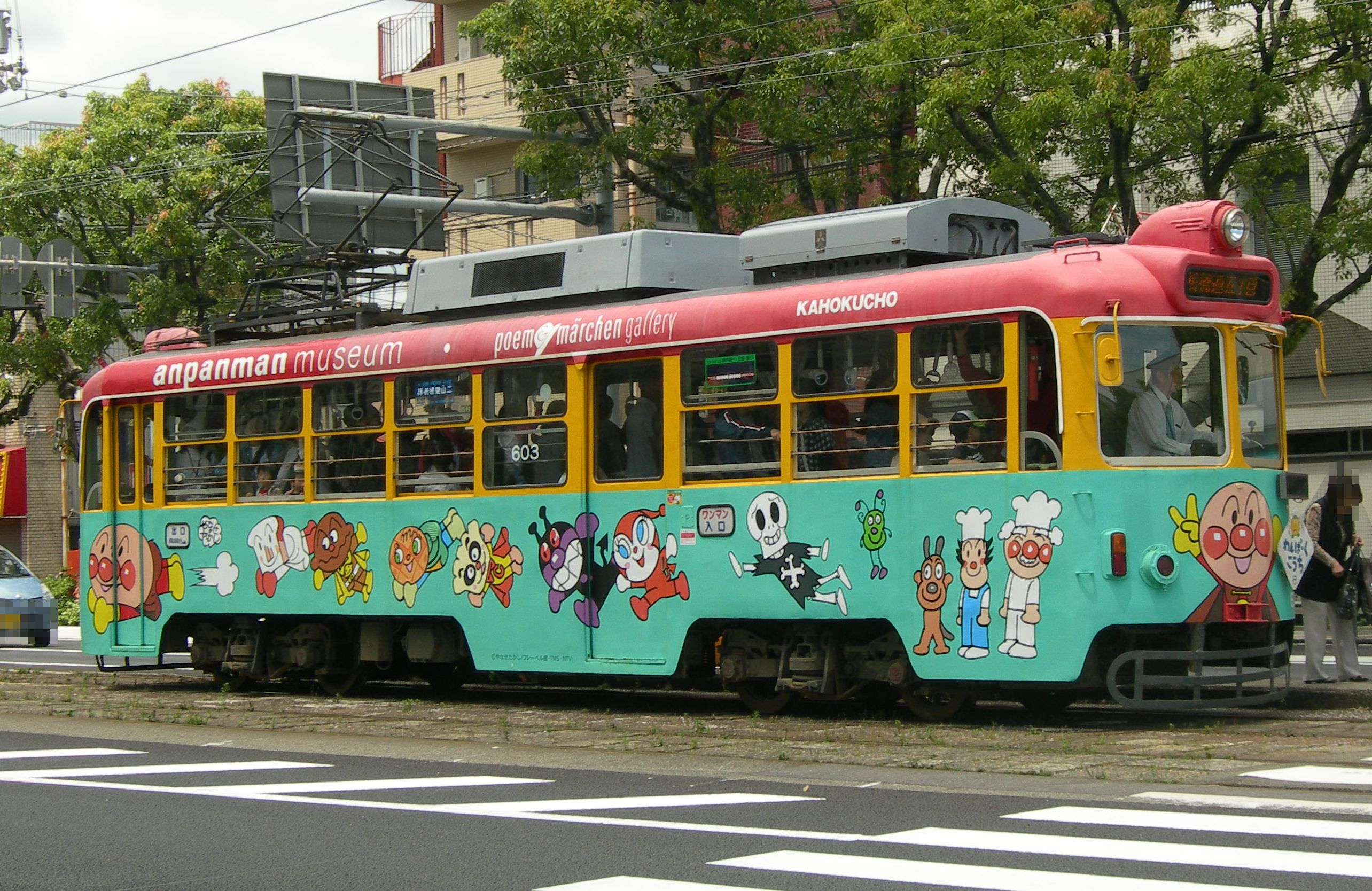
「アンパンマン電車」603号
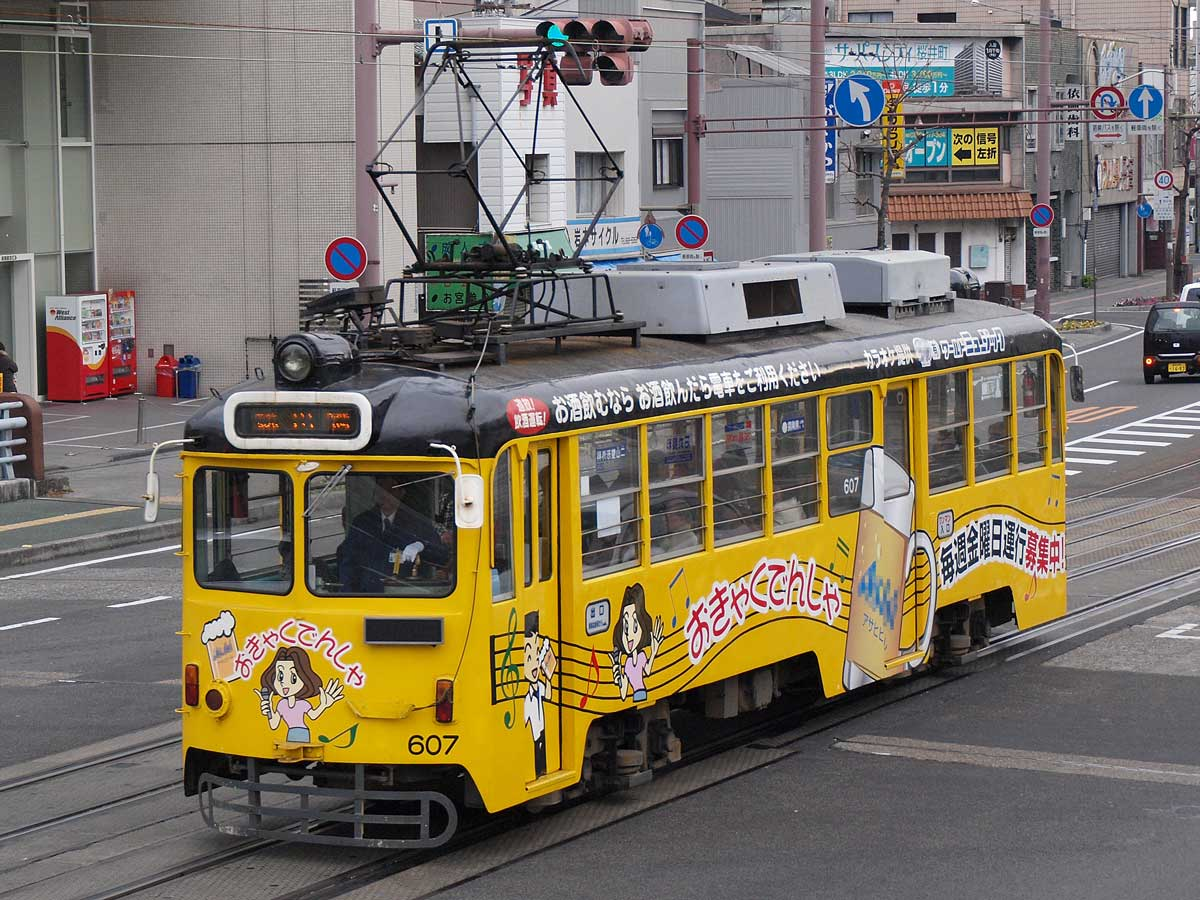
「おきゃく電車」に改造された607号。
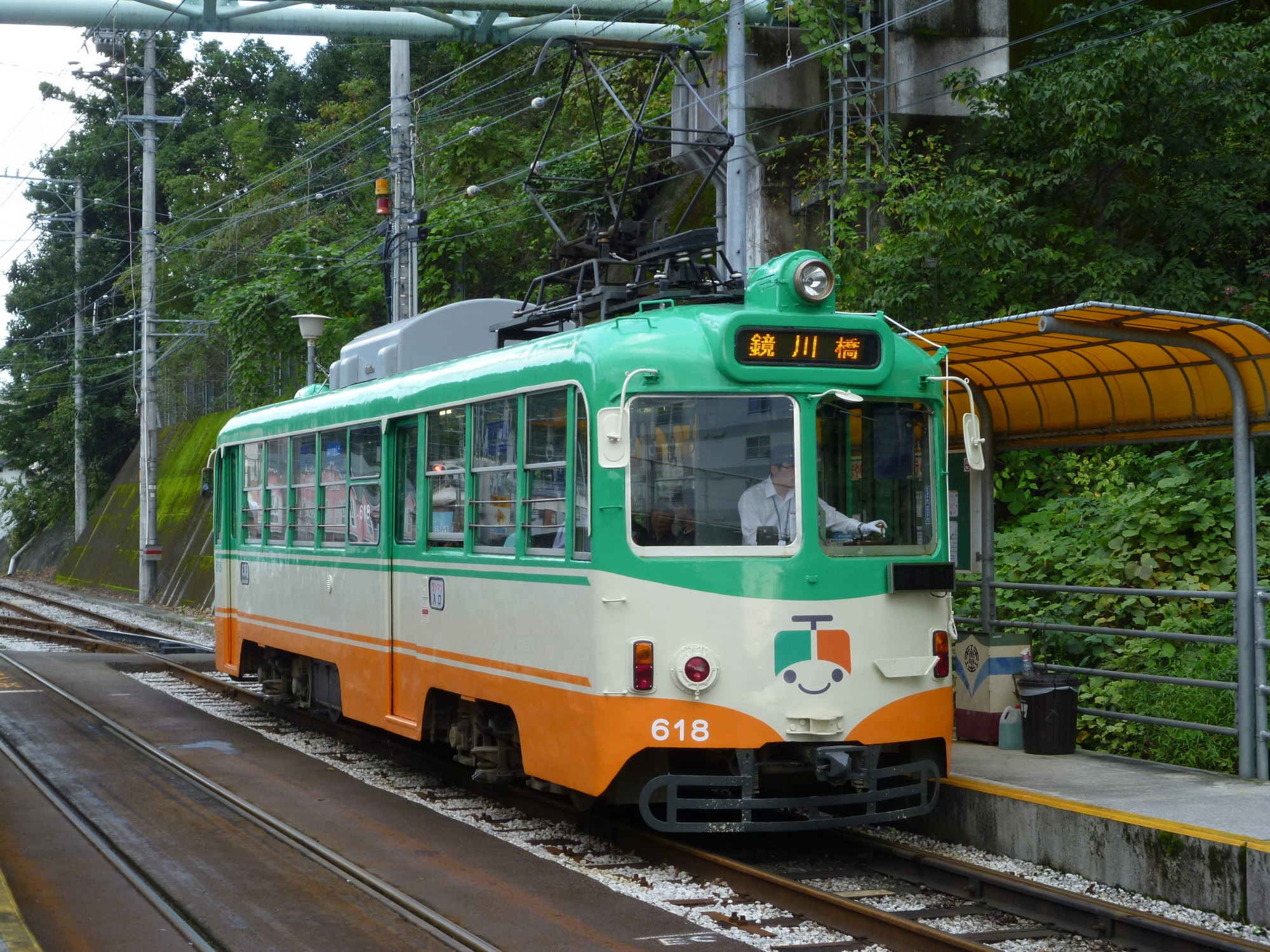
とさでん交通カラーの新塗装に塗り替えられた618号。

## 主要諸元
| 車番          | 全長 (mm) | 全幅 (mm) | 全高 (mm) | 自重 (t) | 車体 構造 | 定員（座席） （人） | 主電動機 （出力×個数） | 製造 初年 |
| ------------- | --------- | --------- | --------- | -------- | --------- | ------------------- | ---------------------- | --------- |
| 601, 602      | 13,120    | 2,275     | 3,939     | 16.61    | 半鋼製    | 67 (34)             | 50.0kW×2               | 1957年    |
| 603           | 12,760    | 2,275     | 3,939     | 15.83    | 半鋼製    | 67 (34)             | 38.0kW×2               | 1958年    |
| 604 - 607     | 12,760    | 2,275     | 3,939     | 15.94    | 半鋼製    | 67 (34)             | 38.0kW×2               | 1958年    |
| 608, 609, 612 | 13,120    | 2,275     | 3,939     | 16.71    | 半鋼製    | 67 (34)             | 50.0kW×2               | 1959年    |
| 610           | 12,760    | 2,275     | 3,939     | 15.74    | 半鋼製    | 67 (34)             | 38.0kW×2               | 1960年    |
| 611           | 12,760    | 2,275     | 3,939     | 15.63    | 半鋼製    | 67 (34)             | 38.0kW×2               | 1960年    |
| 613 - 615     | 13,120    | 2,275     | 3,939     | 16.57    | 半鋼製    | 67 (34)             | 50.0kW×2               | 1959年    |
| 616 - 620     | 13,120    | 2,275     | 3,939     | 16.47    | 半鋼製    | 67 (34)             | 50.0kW×2               | 1960年    |
| 621           | 13,120    | 2,275     | 3,939     | 16.50    | 半鋼製    | 67 (34)             | 50.0kW×2               | 1961年    |
| 622 - 631     | 13,120    | 2,275     | 3,939     | 16.50    | 全鋼製    | 67 (34)             | 50.0kW×2               | 1963年    |